# Гватемала на Светском првенству у атлетици на отвореном 2013.
Гватемала је учествовала на 14. Светском првенству у атлетици на отвореном 2013. одржаном у Москви од 10. до 18. августа четрнаести пут, односно учествовала је на свим првенствима до данас. Репрезентацију Гватемале представљало је шест учесника (4 мушкараца и 2 жене) који су се такмичили у три дисциплине.,
Дана 20. септембра 2013. ИААФ је објавила списак од 7 спортиста који су дисквалификовани јер су позитивно тестирани на забрањене супстанце током првенства. Међу њима био је и маратонац Гватемале, који је био позитиван на еритропоетин (EPO).
На овом првенству Гватемала није освојила ниједну медаљу, али је постигнут један лични рекорд.

## Учесници
| Мушкарци: - Херемија Сало — Маратон - Ерик Барондо — 20 км ходање - Анибал Пау — 20 км ходање - Jaime Quiyuch — 20 км ходање | Жене: - Мирна Ортиз — 20 км ходање - Мајра Ерера — 20 км ходање |  |

## Резултати

### Мушкарци
| Атлетичар     | Дисциплина   | Лични рекорд | Квалификације   | Квалификације   | Финале   | Финале | Детаљи |
| Атлетичар     | Дисциплина   | Лични рекорд | Резултат        | Место           | Резултат | Место  | Детаљи |
| ------------- | ------------ | ------------ | --------------- | --------------- | -------- | ------ | ------ |
| Херемија Сало | Маратон      | 2:16:56      |                 |                 | ДИСК.,   | ДИСК., |        |
| Jaime Quiyuch | 20 км ходање | 1:22:25      | 1:23:24         | 13 / 52 (64)    |          |        |        |
| Анибал Пау    | 20 км ходање | 1:22:19      | 1:30:54         | 47 / 52 (64)    |          |        |        |
| Ерик Барондо  | 20 км ходање | 1:18:25      | 'ДИСК.,чл.230.6 | 'ДИСК.,чл.230.6 |          |        |        |

### Жене
| Атлетичарка | Дисциплина   | Лични рекорд | Квалификације  | Квалификације  | Финале     | Финале       | Детаљи |
| Атлетичарка | Дисциплина   | Лични рекорд | Резултат       | Место          | Резултат   | Место        | Детаљи |
| ----------- | ------------ | ------------ | -------------- | -------------- | ---------- | ------------ | ------ |
| Мајра Ерера | 20 км ходање | 1:31:03      |                |                | 1:30:59 ЛР | 14 / 56 (62) |        |
| Мирна Ортиз | 20 км ходање | 1:28:31 НР   | ДИСК.,чл.230.6 | ДИСК.,чл.230.6 |            |              |        |